# Wang Senhao
Wang Senhao (chinesisch 王森浩; * Januar 1933 in Cixi, Zhejiang; † 10. April 2022 in Peking) war ein chinesischer Politiker der Kommunistischen Partei Chinas (KPCh), der unter anderem zwischen 1983 und 1992 Gouverneur von Shanxi sowie von 1993 bis 1998 Minister für Kohleindustrie im Staatsrat der Volksrepublik China war.

## Leben
Wang Senhao begann nach dem Schulbesuch 1952 ein Studium am Bergbauinstitut Peking und schloss dieses im August 1956 ab. Im November 1955 wurde er Mitglied der Kommunistischen Partei Chinas (KPCh). Er studierte von 1956 bis 1957 zudem an der Pekinger Fremdsprachenuniversität und war im Anschluss zwischen 1957 und 1964 nacheinander Praktikant und Techniker in den Bergwerken Yongdingzhuang, Tongjia Liang und Baidong, ehe er Techniker und Ingenieur im Produktionsbüro der Technologischen Abteilung der Datong Bergbaugruppe war. Er war daraufhin zwischen 1964 und 1970 stellvertretender Direktor der operativen Abteilung des Bergbauamtes von Datong. Anschließend fungierte er von 1970 bis 1982 in Personalunion als Direktor der Bergbauverwaltung der Provinz Shanxi sowie als Sekretär des Parteikomitees der Bergbauverwaltung dieser Provinz. Auf dem XII. Parteitag der Kommunistischen Partei Chinas wurde er 1982 erstmals Mitglied des Zentralkomitees (ZK) der Kommunistischen Partei Chinas und gehörte diesem Gremium nach seinen Bestätigungen auf dem XIII. Parteitag 1987 und dem XIV. Parteitag 1992 bis zum XV. Parteitag 1997 an.
Als Nachfolger von Luo Guibo wurde Wang im April 1983 Gouverneur von Shanxi. Er behielt offiziell bis Januar 1993, wurde allerdings de Facto bereits im Oktober 1992 von Hu Fuguo abgelöst. Im März 1993 übernahm er das wiedergeschaffene Amt als Minister für Kohleindustrie im Staatsrat der Volksrepublik China ab und bekleidete dieses Ministeramt bis zur Auflösung des Ministeriums im März 1998. Zuletzt wurde er 1998 Mitglied der Politischen Konsultativkonferenz des chinesischen Volkes (PKKCV) und gehörte diesem sowohl aus Mitgliedern der KPCh wie aus Nichtparteimitgliedern oder Mitgliedern anderer Parteien, den sogenannten „Acht Demokratischen Parteien und Gruppen“, bestehenden Gremium bis 2003 an. Dabei war er in der neunten Legislaturperiode von 1993 bis 1998 Mitglied des Ständigen Ausschusses der PKKCV.